# Joanne Grauer
Joanne Grauer (* 1939 in Los Angeles) ist eine amerikanische Jazzmusikerin (Piano, Synthesizer, Komposition).

## Wirken
Grauer stammt aus einer musikalischen Familie: Ihr Vater war als Pianist tätig und brachte ihr die Grundlagen des Klavierspiels bei; ihr Bruder spielte als Erster Kontrabassist bei der New Orleans Symphony. Sie erhielt Klavierunterricht bei den Nonnen einer Pfarrschule und mehreren Klavierlehrern, darunter John Mehegan an der Juilliard School of Music. Bereits als Teenager hatte sie im Juli 1957 die Gelegenheit, ein erstes Album einzuspielen. In Los Angeles war sie dann als Pianistin, Komponistin und Studiomusikerin für Film und Fernsehen recht erfolgreich. Zudem begleitete sie Andy Williams, Ellen Burstyn, The Lennon Sisters, Michael Feinstein und Juliet Prowse. Weiterhin arbeitete sie mit Gábor Szabó, Louie Bellson, Al Cohn und Zoot Sims. Auch trainierte sie Schauspieler wie Clint Eastwood, Ellen Burstyn oder Audrey Hepburn für Filmrollen, in denen sie als Pianisten auftraten.
Erst 1974 erschien aber ein weiteres Album bei einem weithin unbekannten Label. Ihr angeblich erstes kommerziell veröffentlichtes Album als Leiterin ihrer eigenen Combo, das 1978 auf dem deutschen Label MPS erschien, wurde 2018 wiederveröffentlicht; Gilles Peterson schätzte es als „außergewöhnliches Album“. 1986 war sie als Pianistin im Film 9½ Wochen von Adrian Lyne zu erleben; auch war sie in dem dokumentarischen Spielfilm Lady Sings the Blues zu hören. Zuletzt erschien Ende der 1980er Jahre ein Duoalbum mit Gitarrist Art Johnson. Tom Lord verzeichnet sieben Aufnahmen zwischen 1957 und 2011, zuletzt auf dem Album Play It Again Sam – Jim Doval Featuring the Jazz Piano Artistry of Lady Joanne Grauer. Sie ist auch auf Alben von Stanley Turrentine, Lincoln Mayorga und Dave Pell zu hören.

## Diskographische Hinweise
- Joanne Grauer Trio (Mode Records 1957, mit Buddy Clark, Mel Lewis)
- Joanne Grauer (Avar Records 1974, mit Ray Neapolitan, Steve Schaeffer)
- Introducing Lorraine Feather (MPS 1978, mit Lorraine Feather, Ernie Watts, David Troncoso/Doug Lenier, Colin Bailey, Paulinho da Costa)
- Art Johnson & Joanne Grauer Time Remembered (ITI, 1989)